# Cameron’s Books and Magazines

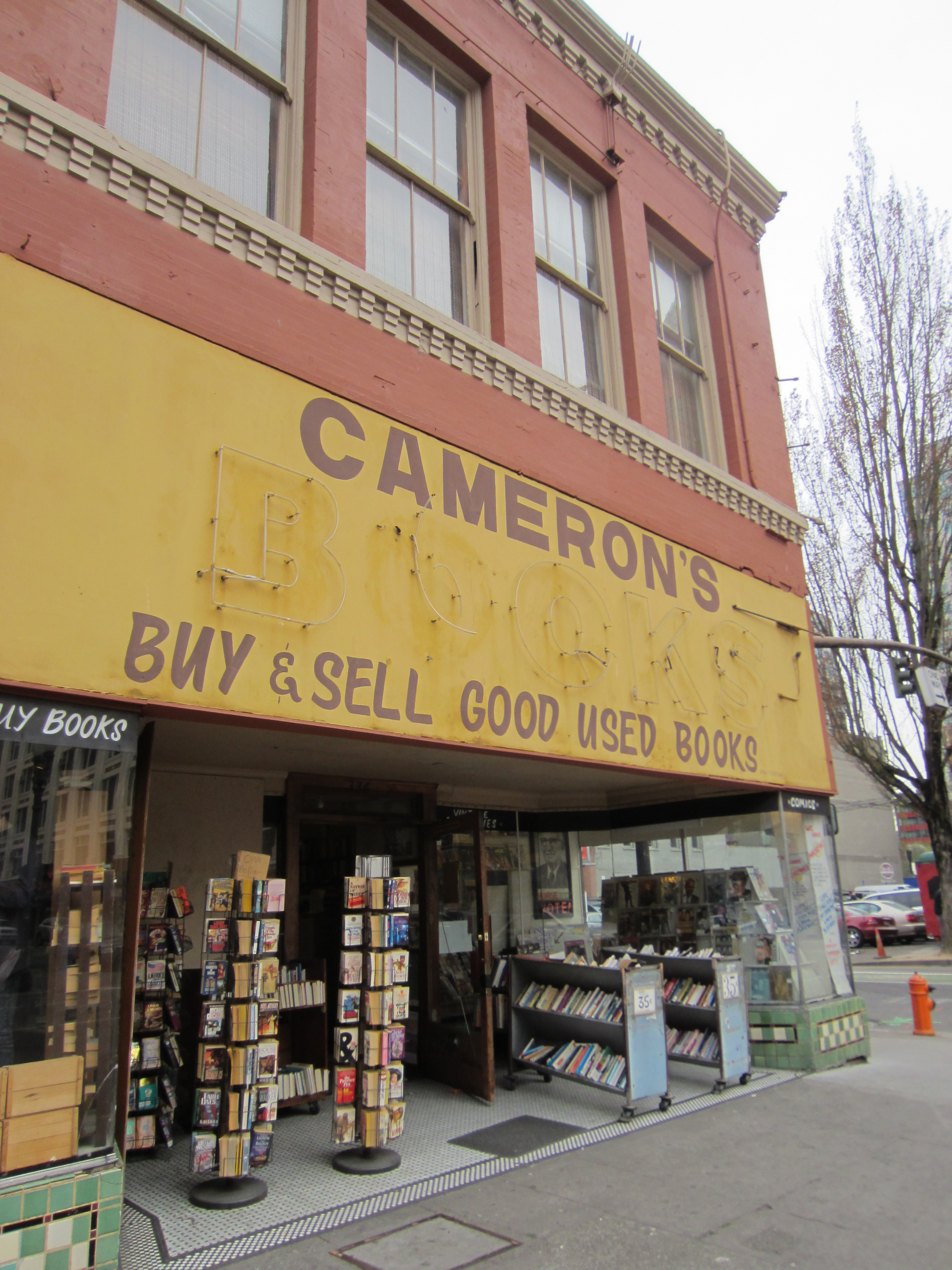
Außenansicht des Geschäftes im Jahr 2013

Cameron’s Books and Magazines, vereinfacht Cameron’s, ist das älteste Buchantiquariat in Portland im US-Bundesstaat Oregon. Gleichzeitig ist es einer der ältesten Geschäfte für alte Magazine und Zeitungen in den Vereinigten Staaten. Das Geschäft wurde 1938 durch Robert Cameron gegründet.